# توبوليف

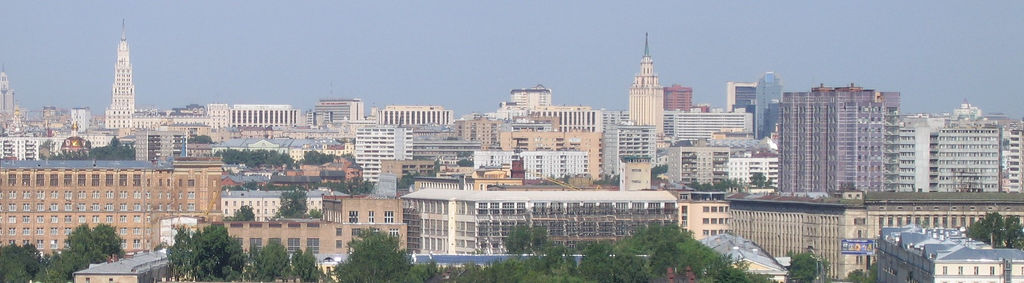
مقر شركة توبوليف بموسكو

توبوليف (بالإنجليزية: Tupolev)‏ هي شركة تصنيع طائرات روسية تأسست عام 1922 ويقع مقرها في مدينة موسكو. يعود تاريخها إلى مكتب التصميم التجريبي-156، الذي دعي أيضًا مكتب تصميم توبوليف، على اسم أندريه توبوليف.

## التاريخ
شركة توبوليف انشئت من قبل أندريه توبوليف عام 1922.

## وصلات خارجية
- الموقع الإلكتروني